# 陰莖海綿體
陰莖海綿體位於男性生殖器中的陰莖內，它的構造與海綿相同有許多小洞（海綿體），但是與海綿不同的是海綿體有一條海綿體動脈，是陰部動脈最後的小分支，平時呈捲曲狀，受性刺激後，在短時間內鬆弛開來，快速的充血，將血液灌注到海綿體內，並暫時封閉靜脈防止血液回流，直到壓力上升到一定的限度才停止。這時充滿血液的陰莖海綿體會將陰莖撐起，這就是勃起。